# Mnesarchos från Aten
Mnesarchos (grekiska: Μνήσαρχος, Mnēsarkhos) från Aten, var en stoisk filosof, född ca 160 f.Kr., död ca 85 f.Kr.
Han var elev till Diogenes från Seleukia och Antipatros från Tarsos. Cicero säger att han var en av den stoiska skolans ledare (latin: principes Stoicorum) i Aten tillsammans med Dardanos vid samma tid som Antiochos från Askalon avvek från skepticismen (ca 95 f.Kr.). Han var för en tid Antiochos lärare och han kan också ha varit lärare åt Filon från Larissa. Efter Panaitios död (109 f.Kr.) förefaller den stoiska skolan ha splittrats och Mnesarchos var troligen en av flera ledande stoiker som undervisade under denna tid. Han var troligtvis död när Cicero studerade filosofi i Aten år 79 f.Kr.
Cicero nämner honom flera gånger och förefaller ha varit bekant med några av hans verk:
Mnesarchos själv sade att dessa vi kallar talare är inget annat än en uppsättning mekanik med välsmorda tungor, och att ingen kan vara en talare förutom en man som uppnått äkta vishet; vältaligheten själv, sådan som den består i konsten att tala väl, var ett slags dygd, och den som besatt en dygd besatt dem alla och att dygderna själva var lika och desamma; och den som var vältalig ägde alla dygder och var en man av äkta vishet.